# Tauno Lappalainen
Tauno Lappalainen (10 mars 1898 – 25 janvier 1973) est un ancien fondeur finlandais.

## Championnats du monde
- Championnats du monde de ski nordique 1926 à Lahti 
  -  Médaille d'argent sur 30 km.
  -  Médaille d'argent sur 50 km.
- Championnats du monde de ski nordique 1930 à Oslo 
  -  Médaille de bronze sur 17 km.